# Alberto Rendo
Alberto Rendo (Buenos Aires, 3 de enero de 1940) es un destacado exfutbolista argentino que ejerció su carrera en Huracán, San Lorenzo y la selección argentina.

## Biografía
Inició su carrera en Huracán en 1959, con diecinueve años recién cumplidos. Con el equipo de Parque Patricios, jugó durante seis temporadas para luego pasar, por la cifra por entonces significativa de veinticinco millones de pesos y cinco jugadores a cambio, a San Lorenzo de Almagro.
Con el equipo de Boedo, debutó el 18 de abril de 1965 frente a Argentinos Juniors. Con San Lorenzo disputó 142 partidos, convirtió 10 goles, y formó parte de los matadores, consagrándose campeón del Metropolitano 1968 de manera invicta por primera vez en la era profesional del fútbol argentino.
Después de cinco años jugando para San Lorenzo, volvió al club que lo vio nacer. En 1970 se puso nuevamente la camiseta de Huracán. Al año siguiente es transferido al Laguna, de Torreón, México, donde jugó con sus paisanos Héctor «Bambino» Veira y Miguel Ángel Mico, equipo en el que jugó hasta su retiro en 1973. En total para Huracán, disputó 111 partidos e hizo 12 goles.
Además, formó parte en 12 oportunidades de la selección argentina, con la que debutó el 3 de mayo de 1965 en un encuentro amistoso frente a Francia que terminó igualado sin goles.
En 1975 volvería a San Lorenzo, pero para ser director técnico. Aunque no logró ningún título, ese equipo se destacó porque Héctor Scotta (a quien el mismo Rendo le permitió no concentrar) batió el récord de cantidad de goles en una temporada con sesenta tantos.

### Palmarés
| Título               | Club                | País   | Año  |
| -------------------- | ------------------- | ------ | ---- |
| Copa de las Naciones | Selección argentina | Brasil | 1964 |